# Kinixys lobatsiana
Kinixys lobatsiana là một loài rùa trong họ Testudinidae. Loài này được Power mô tả khoa học đầu tiên năm 1927.